# کونوهه، ایواته
کونوهه، ایواته (به لاتین: Kunohe, Iwate) یک منطقهٔ مسکونی در ژاپن است که در استان ایواته واقع شده‌است. کونوهه ۱۳۴٫۰۵ کیلومتر مربع مساحت و ۶٬۱۴۵ نفر جمعیت دارد.